# Blackoustic
Blackoustic è un album di musica acustica nato da una proposta dei fan di Timo Kotipelto (voce della band finlandese Stratovarius) e Jani Liimatainen (virtuoso chitarrista finlandese ex membro dei Sonata Arctica), pubblicato il 19 ottobre 2012.
La tracklist contiene, oltre a cover acustiche (chitarra e voce) di pezzi delle due band (Stratovarius e Sonata Arctica) e altri artisti, un pezzo inedito scritto da Jani e una cover di un brano tradizionale finlandese.
L'album ha raggiunto la tredicesima posizione nella classifica musicale finlandese.

## Tracce
1. Sleep Well – 3:35 (Timo Kotipelto/Tuomas Wäinölä)
2. Out in the Fields (cover di Gary Moore) – 3:58 (Gary Moore)
3. Black Diamond (cover degli Stratovarius) – 4:05 (Kotipelto/Timo Tolkki)
4. My Selene (cover dei Sonata Arctica) – 4:54 (Jani Liimatainen)
5. Behind Blue Eyes (cover dei The Who) – 3:31 (Pete Townshend)
6. Hunting High and Low (cover degli Stratovarius) – 4:43 (Kotipelto/Tolkki)
7. Where My Rainbow Ends – 3:30 (Liimatainen)
8. Speed of Light (cover degli Stratovarius) – 4:04 (Kotipelto/Tolkki)
9. Perfect Strangers (cover dei Deep Purple) – 4:28 (Ritchie Blackmore/Ian Gillan/Roger Glover)
10. Coming Home (cover degli Stratovarius) – 4:02 (Tolkki)
11. Serenity – 5:24 (Kotipelto)
12. Rainbow Eyes (cover dei Rainbow) – 6:00 (Ritchie Blackmore/Ronnie James Dio)
13. Karjalan kunnailla – 2:37 (Liimatainen (arrangiamenti))

## Formazione
- Timo Kotipelto - voce
- Jani Liimatainen - chitarra acustica

## Classifica
| Classifica | Posizione massima |
| ---------- | ----------------- |
| Finlandia  | 13                |